# Ivan Stepanovič Silaev
Ivan Stepanovič Silaev (in russo Ива́н Степа́нович Сила́ев; Bachtyzino, 21 ottobre 1930 – Nižnij Novgorod, 8 febbraio 2023) è stato un politico russo.

## Biografia
Ha ricoperto il ruolo di Primo ministro dell'Unione Sovietica in qualità di Segretario del Consiglio dei Ministri e Primo Ministro della RSSF Russa, dal giugno 1990 al settembre 1991.
È stato Ministro dell'industria aeronautica dal febbraio 1981 al novembre 1985 e Ministro dell'industria delle costruzioni dal dicembre 1980 al febbraio 1981.
Fu inoltre Vice-Presidente del Consiglio dei ministri dell'Unione Sovietica dal novembre 1985 al luglio 1990 con Nikolaj Ryžkov Presidente.
Dall'agosto al dicembre 1991 è stato Presidente della commissione per la gestione operativa dell'economia sovietica, succedendo a Valentin Pavlov.
È stato membro effettivo del 26°, 27° e 28° Comitato Centrale del Partito Comunista dell'Unione Sovietica.
Dal dicembre 1991 al febbraio 1994 ha ricoperto l'incarico di Rappresentante permanente della Russia nella Comunità europea. In questo ruolo è stato preceduto da Lev Voronin.
Alla fine del 1994 divenne presidente dell'Associazione per la costruzione di macchine della Comunità degli Stati indipendenti (CSI), che consisteva in più di un centinaio di imprese e associazioni civili e militari, principalmente russe.
Dal 1998 alla morte fu presidente di Industrial Machine, gruppo industriale e finanziario; il 26 settembre 2002 è diventato presidente dell'Unione russa degli ingegneri meccanici.
Nel 2006 divenne vedovo e l'anno seguente si candidò alle elezioni parlamentari con il Partito Agrario, senza tuttavia risultare eletto.